# Phrynobatrachus taiensis
Phrynobatrachus taiensis är en groddjursart som beskrevs av Perret 1988. Phrynobatrachus taiensis ingår i släktet Phrynobatrachus och familjen Phrynobatrachidae. IUCN kategoriserar arten globalt som otillräckligt studerad. Inga underarter finns listade i Catalogue of Life.